# Thiel-sur-Acolin
Thiel-sur-Acolin ist eine französische Gemeinde mit 1.036 Einwohnern (Stand: 1. Januar 2022) im Département Allier in der Region Auvergne-Rhône-Alpes; sie gehört zum Arrondissement Moulins und zum Kanton Dompierre-sur-Besbre.

## Geographie
Thiel-sur-Acolin liegt etwa 19 Kilometer ostsüdöstlich von Moulins in der Landschaft Sologne Bourbonnaise am Acolin. Umgeben wird Thiel-sur-Acolin von den Nachbargemeinden Chevagnes im Norden, Beaulon im Nordosten, Dompierre-sur-Besbre im Osten, Saint-Pourçain-sur-Besbre im Südosten, Vaumas im Südosten und Süden, Chapeau im Südwesten, Montbeugny im Westen sowie Lusigny im Nordwesten.
Durch die Gemeinde führt die Route nationale 79.

## Bevölkerungsentwicklung
| Jahr                       | 1962 | 1968 | 1975 | 1982 | 1990 | 1999 | 2006 | 2019 |
| Einwohner                  | 1253 | 1192 | 1168 | 1083 | 1032 | 925  | 959  | 1065 |
| Quellen: Cassini und INSEE |      |      |      |      |      |      |      |      |

## Sehenswürdigkeiten
- Kirche Saint-Martin
- Schloss La Fin
- Schloss La Pierre
- Schloss La Varenne

Siehe auch: Liste der Monuments historiques in Thiel-sur-Acolin

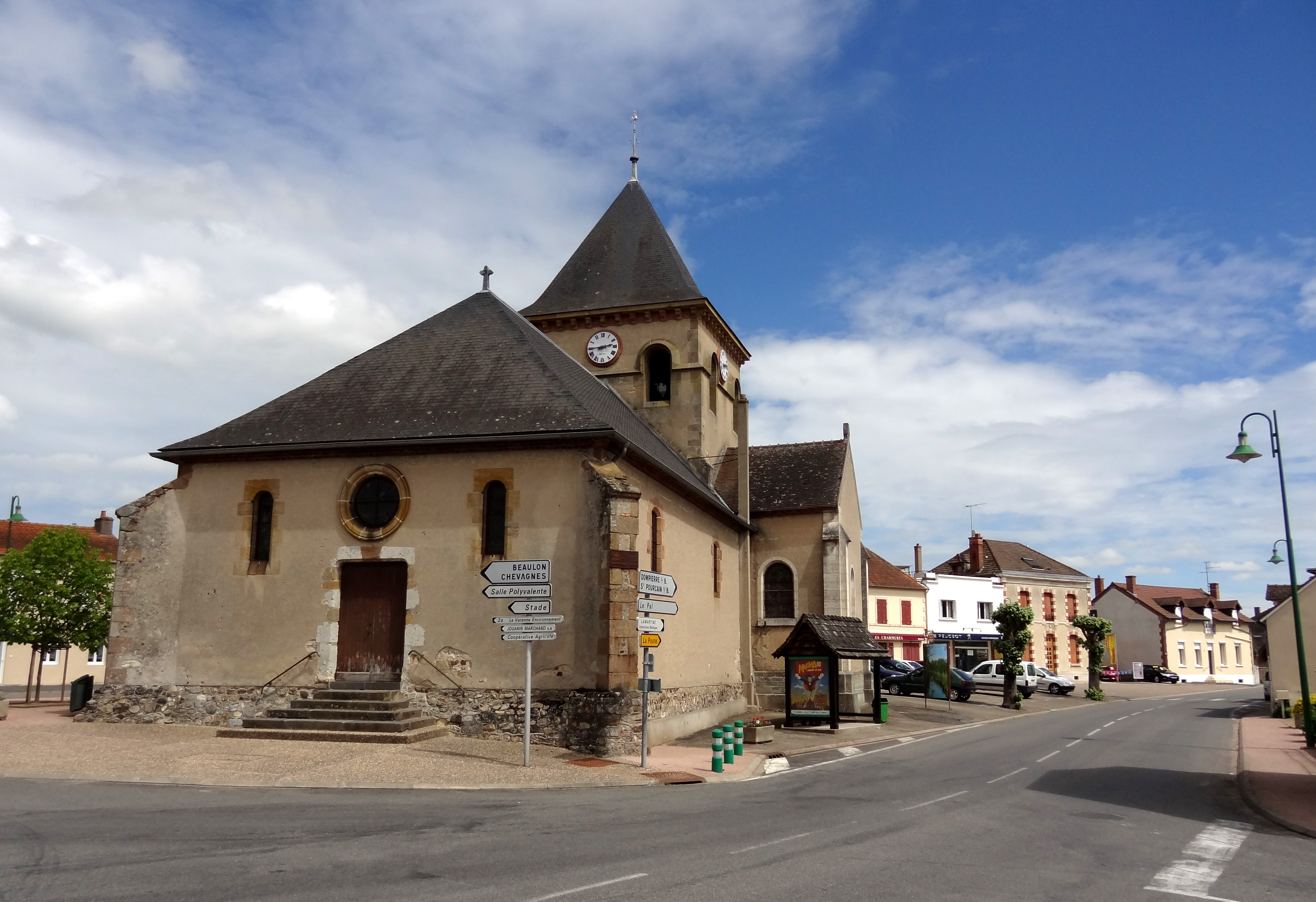
Kirche Saint-Martin